# Insolentipalpus mesogramma
Insolentipalpus mesogramma là một loài bướm đêm trong họ Noctuidae.